# Péter Pan (soldato)
Péter Pan (Rusca Montană, 21 agosto 1897 – Monte Grappa, 19 settembre 1918) è stato un militare austro-ungarico.
Egli è diventato famoso per avere avuto lo stesso nome del personaggio letterario creato dallo scrittore britannico J. M. Barrie nel 1902.

## Biografia
Nato nel paese ungherese di Ruszkabanya (attuale Rusca Montană in Romania), nel distretto di Krassó-Szörény (in rumeno: Caraș-Severin) il 21 agosto 1897, con lo scoppio della guerra fu arruolato nella 7ª compagnia del 30º Reggimento Fanteria Honvéd, e nell'agosto del 1914 partì per la Bosnia-Erzegovina, dove, secondo alcune fonti ha combattuto fino al 1916.
Si sa però che nel gennaio 1917 fu trasferito sul fronte italiano. Sicuramente ha combattuto la decima battaglia dell'Isonzo e la Seconda battaglia del monte Grappa. Morì alle prime luci del mattino del 19 settembre 1918, durante un attacco ad una trincea italiana a Col Caprile, sul monte Grappa, a quota 1331.
Fu sepolto originariamente in uno dei tanti piccoli cimiteri di guerra che si trovavano sul massiccio del Grappa e traslato dopo la costruzione del sacrario militare del monte Grappa negli anni '30. È tumulato nel loculo numero 107 del sacrario e sulla sua tomba sono spesso depositati fiori, sassolini e conchiglie. Pan è uno dei 10.295 caduti austro-ungarici sepolti nel sacrario di cui 10.000 ignoti.
A Rusca Montană gli sono stati intitolati una via e un museo.

Col Caprile in inverno, 1916
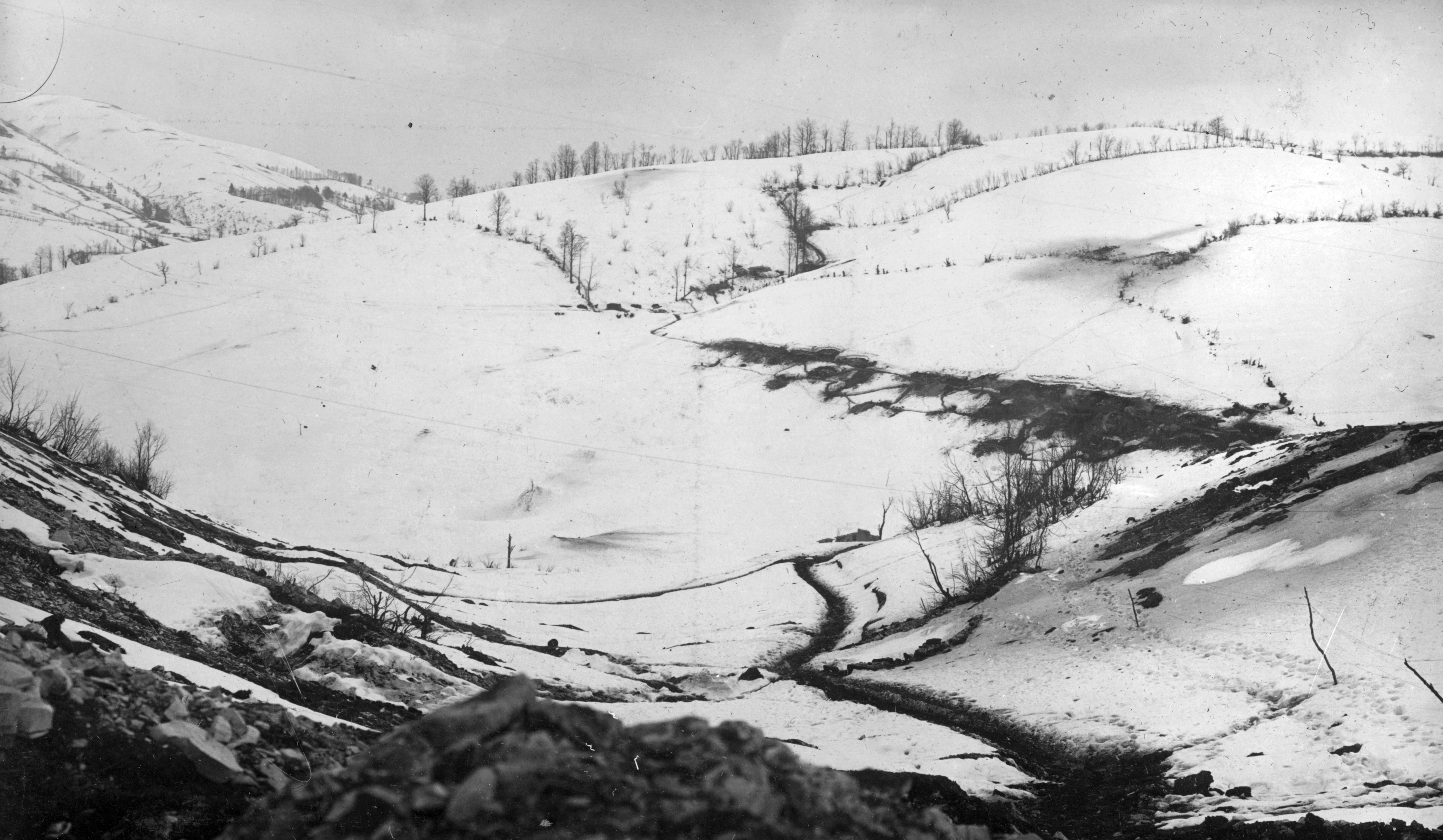
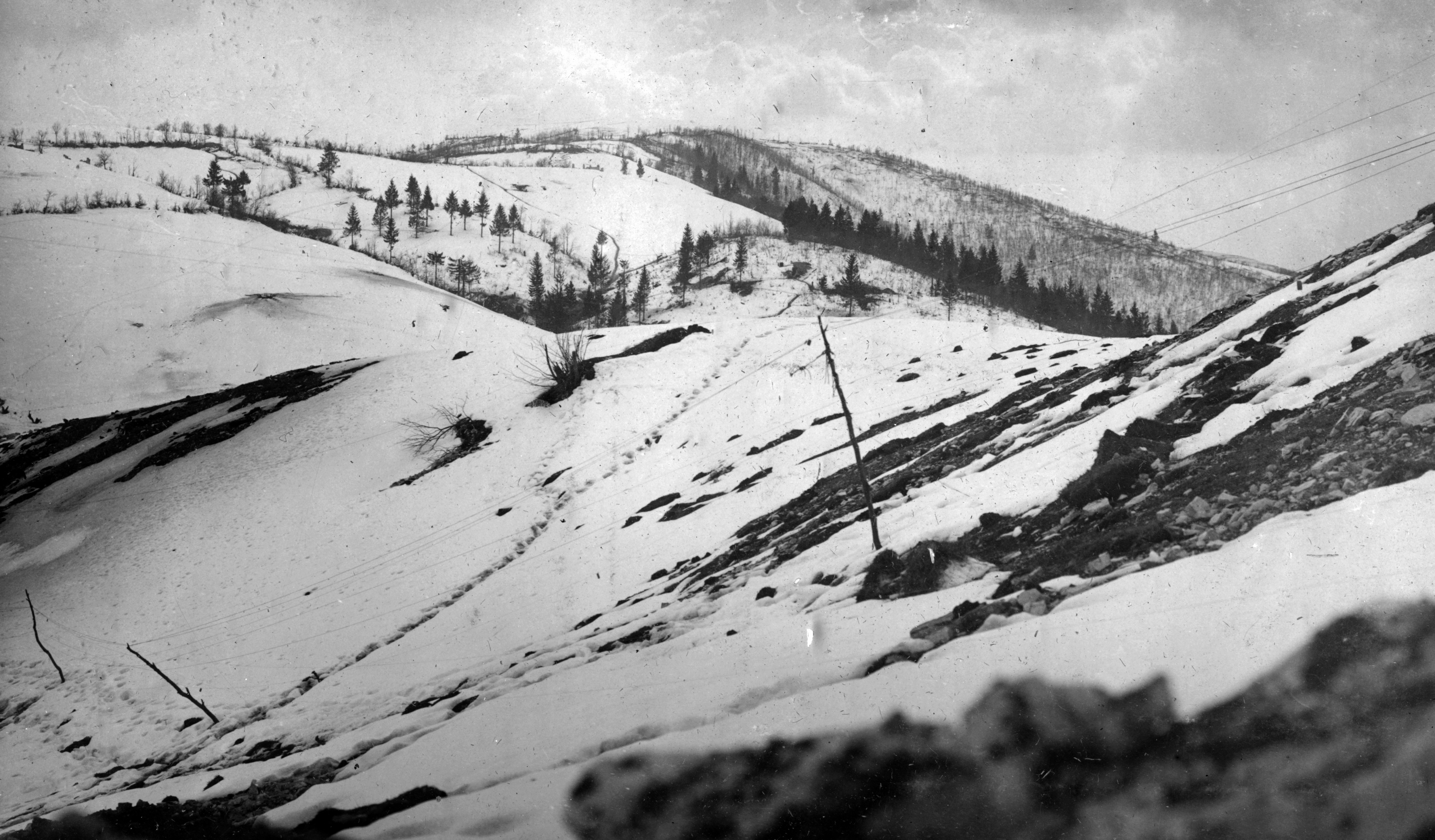

## Cinema
Péter Pan ha ispirato la realizzazione del film Soldato Peter, regia di Gianfilippo Pedote e Giliano Carli, produzione indipendente presentato nel novembre 2023.